# Obeliai
Obeliai är en ort i Litauen. Den ligger i den nordöstra delen av landet, 140 km norr om huvudstaden Vilnius. Obeliai ligger 94 meter över havet och antalet invånare är 1 247.
Terrängen runt Obeliai är mycket platt. Runt Obeliai är det ganska glesbefolkat, med 23 invånare per kvadratkilometer. Närmaste större samhälle är Kupiskis, 18,7 km sydväst om Obeliai. Trakten runt Obeliai består till största delen av jordbruksmark.